# ريجنالد دواين بيتس
ريجنالد دواين بيتس (بالإنجليزية: Reginald Dwayne Betts)‏ هو مدرس أمريكي، ولد في 1 فبراير 1980.